# Ponte Dona Ana
Die Ponte Dona Ana ist eine Eisenbahnbrücke über den unteren Sambesi zwischen den Orten Sena und Mutarara in Mosambik und verbindet so die beiden Hälften des Landes.
Die insgesamt 3543 m lange Brücke mit einem Kapspur-Gleis galt als die längste Eisenbahnbrücke der Welt und ist gegenwärtig die längste Eisenbahnbrücke Afrikas. Sie besteht aus 33 stählernen, genieteten Fachwerkbögen mit Pfeilerachsabständen von 80 m und 7 Bögen von 50,3 m sowie einer 550,4 m langen Vorlandbrücke, die an eine niedrige Trestle-Brücke erinnert. An ihrer nördlichen, flussaufwärts gelegenen Seite hat sie einen Fußgängersteg.
Die Brücke wurde zwischen 1931 und 1935 während der portugiesischen Kolonialzeit erbaut, um das britische Protektorat Nyassaland (bis 1907 British Central Africa, heute Malawi) und die mosambikanischen Kohleminen von Moatize mit dem Hafen von Beira zu verbinden. Auftraggeber waren die Central Africa Railway Company und die ebenfalls britische Trans-Zambesia Railway Company. Finanziert und betrieben wurde die neue Strecke mit der Brücke von der Nyasaland Railways Ltd. Gebaut wurde die damals Lower Sambesi Bridge genannte Brücke von der Cleveland Bridge & Engineering Co., die 40 Jahre zuvor die Victoria Falls Bridge gebaut hatte. Auf der Baustelle waren zeitweise zwischen vier- und sechstausend Mitarbeiter beschäftigt. Erst 1968 wurde die Strecke von portugiesischen Unternehmern erworben.
Ende 1982, während des mosambikanischen Bürgerkriegs, machten RENAMO-Rebellen das Bauwerk unbrauchbar.
1995 konnte die Brücke, gefördert durch Mittel des USAID, als einspurige Straßenbrücke wieder instand gesetzt werden. Sie war damit zwar nicht Teil einer großen Verkehrsstraße, bot aber eine alternative Möglichkeit, in Mosambik den Sambesi zu queren. Die einzige andere Möglichkeit war die Ponte Samora Machel in Tete. Die Ponte Dona Ana war bis dahin die letzte Brücke vor der Mündung des Sambesi in den Indischen Ozean. 2007 begannen jedoch die Bauarbeiten an der Ponte Armando Guebuza bei Caia, die die Fähre von Caia ersetzt und seit ihrer Fertigstellung im August 2009 die letzte Brücke vor dem Ozean ist.
Die Ponte Don Ana wurde ab 1. Juli 2006 umgebaut und ist seit 2009 wieder als Eisenbahnbrücke in Betrieb.

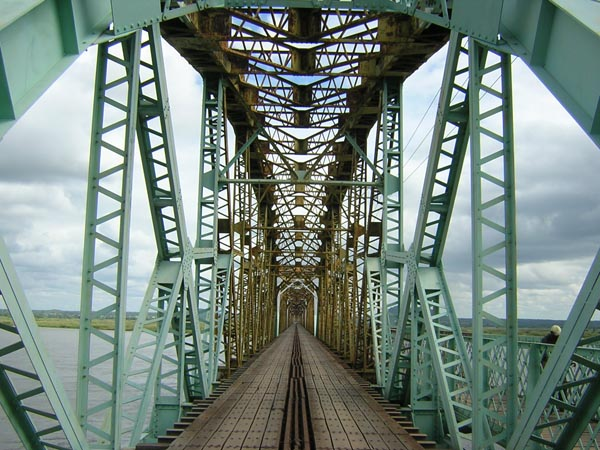
Blick in die Brücke, als sie Straßenbrücke war (2004)
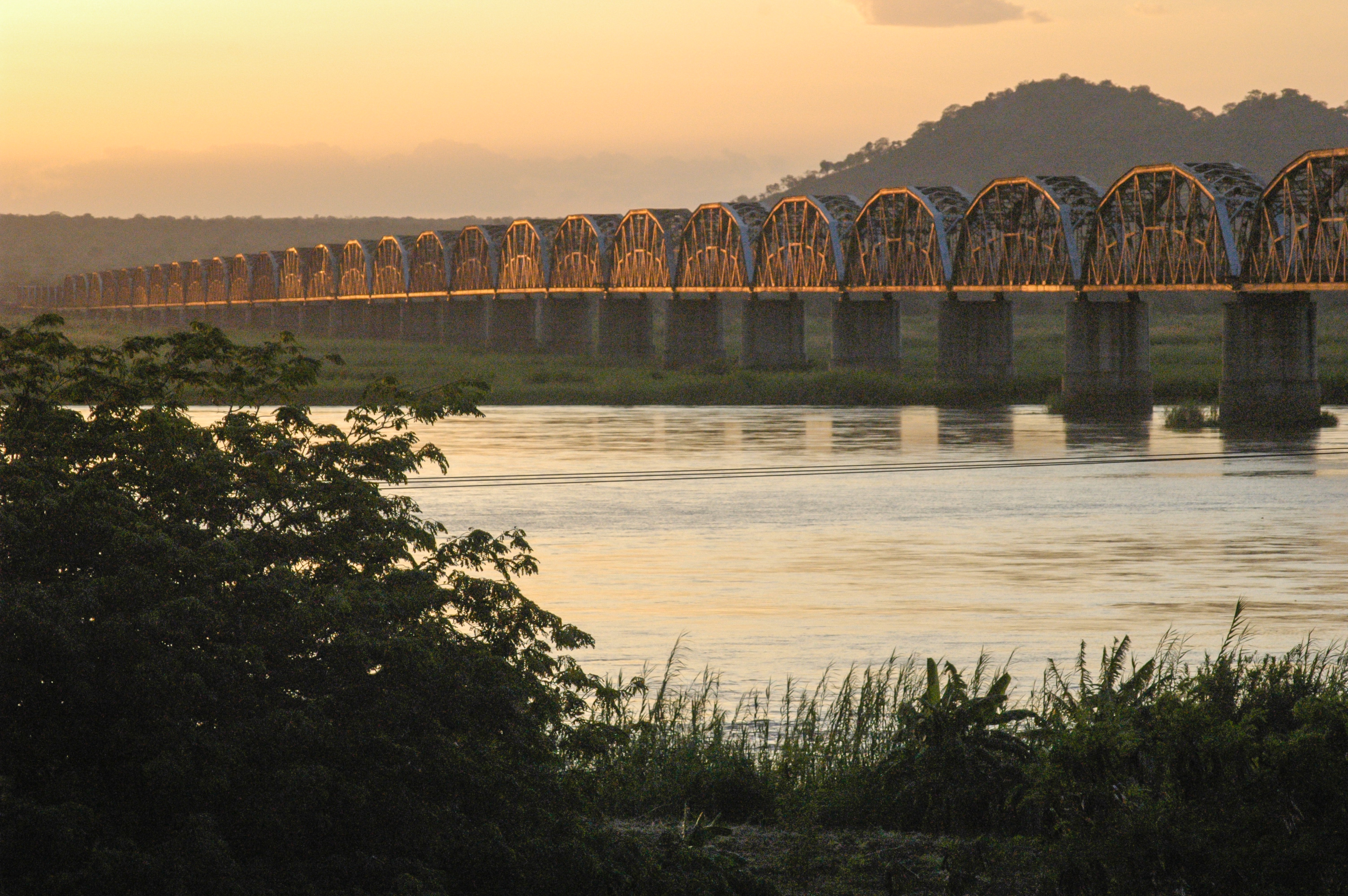
Die 40 Fachwerkträger in einer Panoramaansicht (2006)
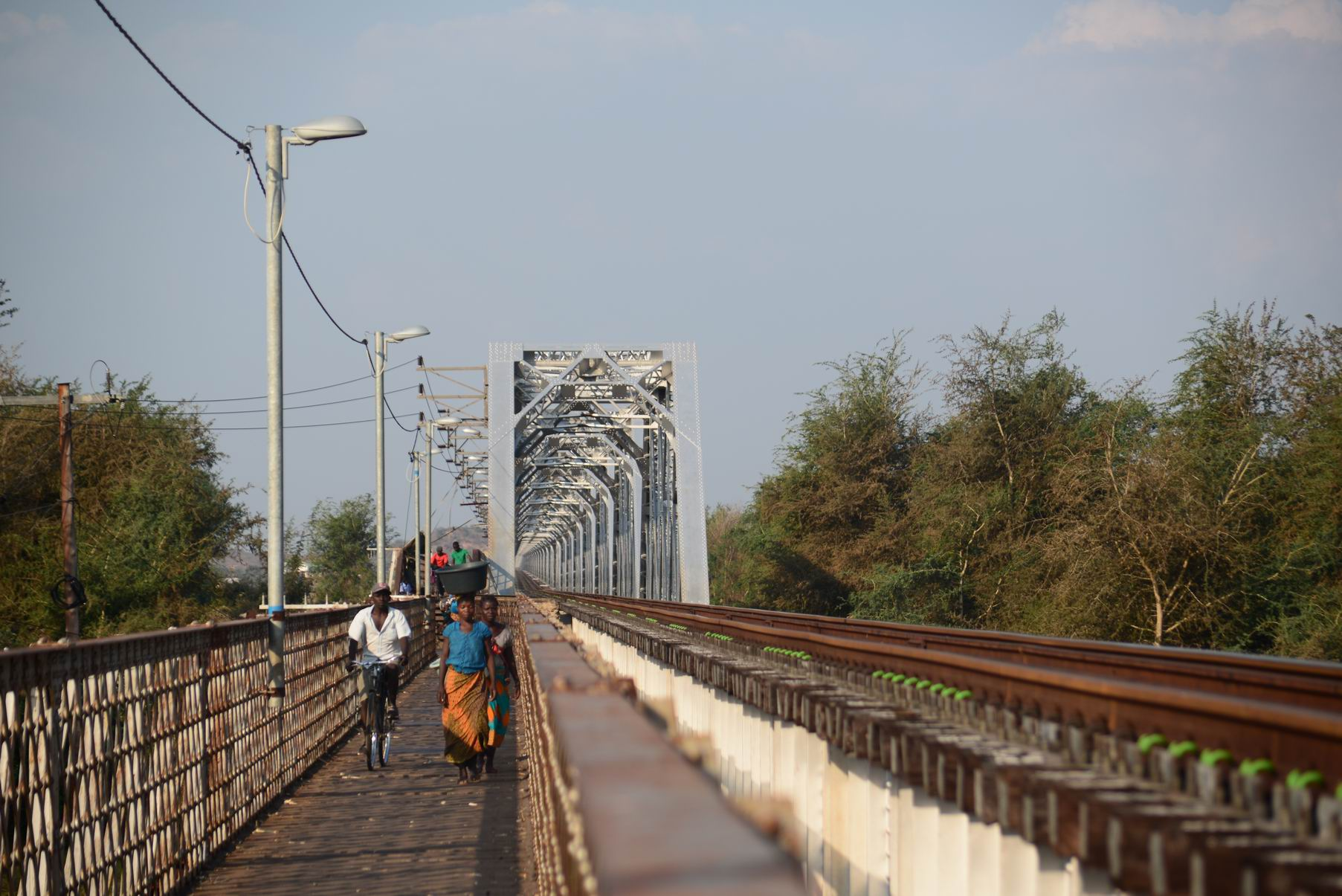
Die Ponte Dona Ana als Eisenbahnbrücke (2018)